# Speedway Championships
Speedway Championships – gra komputerowa wydana i wyprodukowana przez firmę Techland, światowe wydanie tej gry przypadło na 30 czerwca 2001 r., a polskie na 15 lipca 2001 r.

## Opis gry
Speedway Championship to symulator sportu żużlowego, gracz wciela się w zawodnika, którego głównym celem jest zdobycie tytułu Mistrza Świata. Dostępne są trzy tryby gry: Mistrzostwa Świata, trening oraz jazda na czas. Animacja w pełni odwzorowuje dynamikę ruchu motocykla, zapewniając duży realizm gry. Dzięki trybowi dzielonego ekranu w rozgrywce może brać udział jednocześnie nawet do czterech osób. Każdy turniej Mistrzostw Świata odbywa się na innym stadionie, a co za tym idzie na innym torze. Gra posiada różnorodność parametrów toru, takich jak jego długość, szerokość i przyczepność sprawiają, że poszczególne zawody wymagają innej taktyki.